# Paranecepsia
Paranecepsia é um género botânico pertencente à família Euphorbiaceae.

## Espécie
Paranecepsia alchorneifolia Radcl.-Sm.

## Nome e referências
Paranecepsia Radcl.-Sm.